# Aïdi
Der Aïdi, auch Atlas-Berghund oder Atlas-Schäferhund genannt, ist eine marokkanische Rasse des Haushundes. Es ist neben dem Sloughi die einzige marokkanische Hunderasse, die von der FCI anerkannt ist  (FCI-Gruppe 2, Sektion 2.2, Standard Nr. 247).
Der robuste und kräftige Wachhund findet in den Bergen und Hochebenen des Atlas als Herdenschutzhund Verwendung. Dort bewacht er nicht nur die Herden, sondern auch die Lager der umherziehenden Nomaden. Sein dichtes Fell schützt ihn gegen die extreme Witterung (heiße Tage und eisige Nächte) und auch im Kampf mit Wölfen. Zusammen mit dem Sloughi kommt er auch bei der Jagd zum Einsatz. Dabei fällt ihm die Aufgabe des Stöberhundes zu und der Sloughi fängt das flüchtende Kleinwild.
Bei den Nomaden des Atlasgebirges fand die Zuchtauslese weniger nach Äußerlichkeiten, sondern nach dem Gebrauchswert der einzelnen Hunde für die tägliche Arbeit und die klimatischen Bedingungen in den Bergen statt. So ist es nicht verwunderlich, dass es das dichte halblange Fell in vielen verschiedenen Farbschlägen gibt. Bei einer Widerristhöhe (Schultergröße) von 50 bis etwas über 60 cm ist er etwas kleiner als die Hirtenhunde des Kaukasus. Die halbhängenden Ohren, so genannte Kippohren, sind verhältnismäßig klein und seitlich und tief am breiten und kräftigen Kopf angesetzt.
Das typische Gewicht beträgt 22–26 kg.
Da der Marokkanische Schäferhund ein Herdenschutzhund ist, ist sein Charakter auf diese Arbeit ausgelegt. Er benötigt eine starke und klare Führung und Erziehung. Sein Wesenszug ist naturbelassen und eigenständig. Der Hund gilt als besonders zuverlässig und wird auch als Wachhund eingesetzt.
Der Aïdi benötigt ein aktives Zuhause mit ausreichend Platz zum Laufen und Spielen, idealerweise in ländlicher Umgebung. Als intelligenten und eigenständigen Hund sollte man frühzeitig mit der Erziehung beginnen. Klare, konsequente Regeln und positive Verstärkung sind entscheidend, um seinen starken Charakter zu formen. Soziale Interaktion und regelmäßige Beschäftigung sind wichtig, um seine Loyalität und Wachsamkeit optimal zu fördern. Durch geeignete Aktivitäten und Training wird der Aïdi nicht nur zu einem zuverlässigen Wachhund, sondern auch zu einem treuen Begleiter.